# Acción Nacionalista de Chile
Acción Nacionalista de Chile fue el primer grupo de ideología nazi en Chile. Fue fundando por el general en retiro Francisco Javier Díaz Valderrama y tuvo vínculos con la colonia alemana en Chile y el Partido Nacionalsocialista Obrero Alemán  (NSDAP).

## Historia
Fue organizado por Francisco Díaz Valderrama, un militar en retiro que había servido en el Ejército Imperial Alemán y que había desarrollado fuertes convicciones nazis. Pese a no tener ancestros alemanes, tuvo estrechos lazos con la comunidad alemana en Chile, por ese entonces ampliamente pro-nazi. Se dedicó a publicar material nacionalsocialista traducido a través del sello La Cruz Svástica (símbolo que utilizaba).
En su fundación reunió al catedrático Carlos Keller y al abogado Jorge González von Marées para liderar el proyecto, pero estos se negaron a aceptar la ideología nazi sin matices, considerando que un fascismo chileno debía atender a las particularidades e identidad locales. Keller y González formarían meses después, y gracias a esta pequeña reunión, el Movimiento Nacional-Socialista de Chile.
Por su parte, Acción Nacionalista, agrupó mayoritariamente a militares en retiro. Se definió como una entidad legalista que respetaba el juego político parlamentario, pero su fin era la reconstitución de la nacionalidad quebrantada por los antagonismos. No hacía ninguna referencia al ibañismo, dando por superada esa etapa. Además creían que los militares no debían mezclarse en política. Su directorio era presidido por el general retirado Francisco Javier Díaz Valderrama. Sus vicepresidente eran Aquiles Vergara Vicula y Jorge Wormald Infante; Hernán Puelma Francini, Eduardo Pérez Vicuña, el mayor Amaro Pérez de Castro, Carlos Rozas Cruzat y Alvaro Reyes Pérez como vocales; Ignacio Otero Bañados como secretario y Carlos R. Jiménez Torrealba como tesorero.